# Eumenes pomiformis

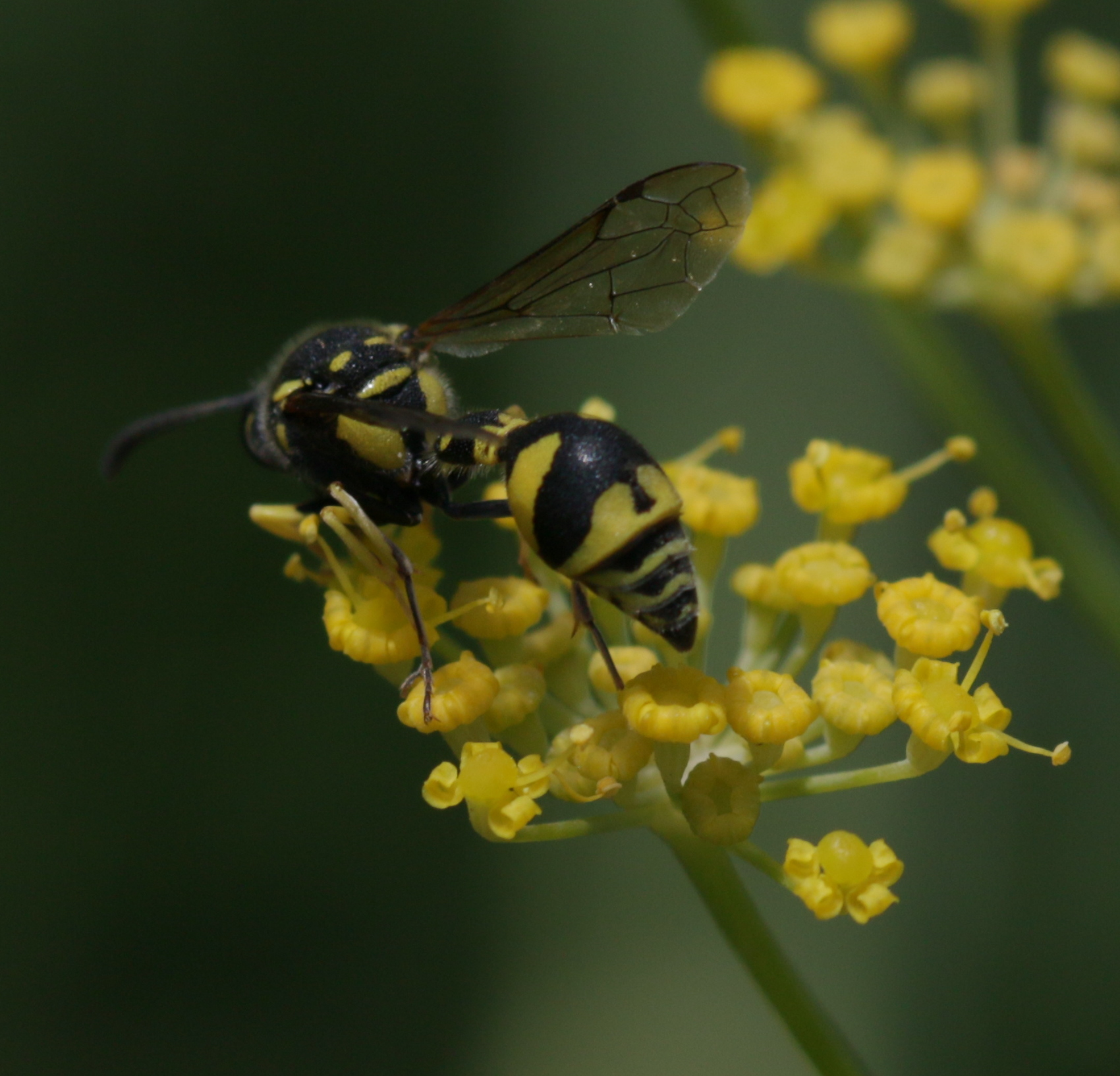
Eumenes pomiformis

Eumenes pomiformis ist eine Art der Töpferwespen innerhalb der Hautflügler und ist in Europa und Westasien verbreitet.

## Merkmale
Die Art wird 10–16 mm lang. Der langgestielte Hinterleib ist tropfenförmig, der Thorax kurz und kugelig. Die gelbe Zeichnung auf dem schwarzen Hinterleib variiert stark.

## Verbreitung und Lebensraum
Die Art ist in Mittel- und Südeuropa sowie Westasien verbreitet. Dabei lebt sie nachweislich auf der Iberischen Halbinsel, auf den Balearen, in Frankreich, Italien, den wärmeren Regionen von Deutschland und Österreich, dem Süden der Balkanhalbinsel und in der Türkei. Es wird auch über Vorkommen in Nordafrika, im Nahen Osten und in Osteuropa, nördlich bis Polen, Belarus, Russland und Rumänien, berichtet.
In Deutschland findet sich die Art in Baden-Württemberg, Bayern, Rheinland-Pfalz, Hessen, dem Saarland, Thüringen und Sachsen.
Als Lebensraum dienen Waldlichtungen, Heiden und Kiefernwälder.

## Lebensweise
Da die Art mehrere Generationen im Jahr hervorbringt, sieht man die Imagines vom Frühjahr bis zum September, häufig im August. Weibchen bauen aus Lehm kirschgroße Nester mit kragenförmigem Eingang, die sie an strauchigen Pflanzen, oft Heidekraut, an Steinen, unter Rinde oder an Mauern befestigen. Zur Materialbeschaffung spucken die Wespen Wasser auf Lehmböden und formen kleine Kugeln, die sie Stück für Stück aufkneten, bis diese hohl und fast geschlossen sind. Dadurch entstehen die typischen Lehmtöpfchen mit engem Hals. Danach schieben sie mit den Vorderbeinen gelähmte Schmetterlingsraupen (oft Spanner) durch die schmale Öffnung. Diese dienen den Larven als Nahrung. Die Art wird von verschiedenen anderen Hautflüglern als Brutparasiten befallen.

## Taxonomie
Das Basionym der Art lautet Vespa pomiformis, der heute gültige Name Eumenes pomiformis. In der Literatur finden sich folgende Synonyme:
- Eumenes fastidiosissimus Giordani Soika, 1943
- Eumenes turcicus Giordani Soika, 1951
- Eumenis heri Kriechbaumer, 1879
- Labus superbus Meade-Waldo, 1910